# 程熙 (明朝)
程熙（15世紀—15世紀），又名程景熙，字克和，南直隸徽州府歙縣槐塘人，明朝政治人物。

## 生平
程熙是景泰四年（1453年）應天鄉試舉人，授汀州同知，為政剛介廉慎，十一年內政績以著稱，人民都歌頌他，歸化紫雲臺山有盜賊數千人劫掠，他親自到敵營曉諭解散，福建巡撫滕昭上表其事，但他不久就去世。

## 引用
1. 1 2  民國《歙縣志·卷六·人物志》：程熙，一名景熙，字克和，槐塘人，領鄉薦貳汀州，剛介廉慎，佐郡十一載政績屢著，民歌頌之，紫雲臺有盜數千往來劫掠，熙單騎抵其營諭散之，巡撫滕昭方以其事聞，會卒於官。
2. ↑  民國《歙縣志·卷四·選舉志》：明……（景泰）四年癸酉鄉試……程熙 見宦蹟
3. ↑  同治《汀州府志·卷二十·名宦》：程熙 徽州人，成化間以鄉薦領郡丞，歸化紫雲臺有盗數千往來剽掠，熙單騎抵營，曉以國法，皆解散去。